# ナワフ・アル＝テミヤト
ナワーフ・アッ＝テミヤート（Nawaf Al-Temyat、 1976年6月28日 - ）は、サウジアラビア出身の元同国代表サッカー選手。

## 来歴
1998年5月に親善試合でサウジアラビア代表デビュー。翌月の1998 FIFAワールドカップでは1試合に出場した。AFCアジアカップ2000では全6試合に出場、準優勝となった。その後、2002 FIFAワールドカップ、2006 FIFAワールドカップにも出場した。サウジアラビア代表で63出場、11得点をあげた。

## 代表歴

### 出場大会
- サウジアラビア代表
  - 1998年 FIFAワールドカップ（グループリーグ敗退）
  - 2002年 FIFAワールドカップ（グループリーグ敗退）
  - 2006年 FIFAワールドカップ（グループリーグ敗退）

### 試合数
- 国際Aマッチ 63試合 11得点（1998年-2006年）[1]

| サウジアラビア代表 | 国際Aマッチ | 国際Aマッチ |
| 年                 | 出場        | 得点        |
| ------------------ | ----------- | ----------- |
| 1998               | 8           | 1           |
| 1999               | 13          | 1           |
| 2000               | 15          | 6           |
| 2001               | 5           | 0           |
| 2002               | 5           | 1           |
| 2003               | 0           | 0           |
| 2004               | 0           | 0           |
| 2005               | 4           | 1           |
| 2006               | 13          | 1           |
| 通算               | 63          | 11          |